# Петрухин, Владимир Яковлевич
Влади́мир Я́ковлевич Петру́хин (род. 25 июля 1950 года, Пушкино, Московская область, СССР) — советский и российский историк-медиевист, археолог, антрополог. Доктор исторических наук (1994), главный научный сотрудник Отдела истории средних веков Института славяноведения Российской академии наук, профессор Школы исторических наук Факультета гуманитарных наук НИУ «Высшая школа экономики».

## Биография
В 1957—1965 годах учился в средней школе № 1 города Пушкино; в 1962—1967 годах занимался в Клубе юных археологов при Музее истории и реконструкции города Москвы. Окончил среднюю школу № 5 города Пушкино с серебряной медалью (1967).
В 1967—1972 годах — студент Исторического факультета МГУ имени М. В. Ломоносова; по окончании присвоена квалификация «историк, преподаватель истории и обществоведения со знанием иностранного языка». С 1969 года работал в Смоленской археологической экспедиции.
В 1972—1975 годах — аспирант очного обучения кафедры археологии исторического факультета МГУ (научный руководитель — профессор Д. А. Авдусин). В 1975 году защитил кандидатскую диссертацию «Погребальный культ языческой Скандинавии», присуждена учёная степень кандидата исторических наук.
В 1975—1992 годах — старший редактор, научный редактор, ведущий научный редактор в редакции археологии и этнографии и в редакции всеобщей истории издательства «Советская энциклопедия» сотрудничал с Институтом истории СССР и Институтом славяноведения.
В 1991—2004 годах — профессор Высшей гуманитарной школы им. Ш. Дубнова (до 2003 — Еврейский университет в Москве), с 1992 года — член академического совета Центра научных работников и преподавателей иудаики в вузах «Сэфер».
С 1992 года — старший, затем ведущий, затем главный научный сотрудник Института славяноведения РАН (до 1995 — Институт славяноведения и балканистики). В 1994 году там же защитил докторскую диссертацию «Проблемы этнокультурной истории славян и Руси в IX—XI вв.». До 1996 года работал в отделе этнолингвистики и фольклора, затем перешёл в Отдел истории средних веков.
В 1997—2015 годах — профессор кафедры истории России средневековья и нового времени Факультета архивного дела Историко-архивного института Российского государственного гуманитарного университета (до 2007 года — кафедра отечественной истории древнего мира и средних веков, до 2013 года — кафедра истории России средневековья и раннего нового времени). В 2004 году решением Министерства образования РФ присвоено учёное звание профессора по кафедре истории древнего мира и средних веков.
С 2008 года — профессор Школы исторических наук Факультета гуманитарных наук НИУ «Высшая школа экономики».
Сын Павел (род. 1974) — лингвист, старший научный сотрудник Института русского языка им. В. В. Виноградова РАН.

## Научная и преподавательская деятельность
В. Я. Петрухин является специалистом по истории, археологии и исторической антропологии России в Средние века (славяне, древние скандинавы, хазары), проблемам начальной этнокультурной истории Руси и исследованиям в области материальной культуры, этнографии, мифологии и искусства народов Северной и Восточной Европы и Северной Евразии (славяне, скандинавы, евреи, финно-угры), а также взаимосвязей фольклорных и книжных сюжетов, мифа и обряда, образов языческих персонажей, стереотипов отношений к еретикам, иноверцам и инородцам.
Научные работы отличаются комплексным подходом со строгой опорой на все имеющиеся источники. В монографии «Начало этнокультурной истории Руси IX—XI веков» (1995) В. Я. Петрухин создал новую концепцию ранней истории Руси с акцентом на геополитическом и этнокультурном аспектах проблематики. Концепция была расширена в монографии «Русь в IX—X веках. От призвания варягов до выбора веры» (2013 и 2014).
Автор более 500 научных работ, публикуемых с 1973 года по настоящее время, включая более десятка неоднократно переиздаваемых монографий, а также научно-популярных изданий и учебных пособий. Принимал авторское и редакторское участие в создании наиболее значительных в российской науке фольклорно-мифологических энциклопедий: двухтомника «Мифы народов мира» (1980—1982, гл. ред. С. А. Токарев) и пятитомника «Славянские древности. Этнолингвистический словарь» (1995—2012, под общей ред. Н. И. Толстого).
Участник большого числа российских и международных исторических, археологических и этнографических проектов, включая междисциплинарные экспедиций по исследованию памятников славянской и еврейской истории и культуры, а также координатор проектов по охране и исследованию памятников хазарской и еврейской истории и культуры в Высшей гуманитарной школе им. Ш. Дубнова («Хазарский проект»), Российского еврейского конгресса.
Член редколлегий журналов: «Вестник Еврейского университета» (М. — Иерусалим) (с 1994), «Славяноведение» (с 1994), «Живая старина» (с 1995), «Проблеми на изкуството» (София) (с 2004), альманаха «Параллели» (с 2002), «Хазарского альманаха» (Харьков) (с 2002). Член редколлегий большого числа сборников научных статей и других научных изданий.
Член оргкомитетов нескольких российских и международных конференций по русской и хазарской истории и археологии, а также по этнографии народов Восточной Европы.
В РГГУ с 1997 года читает курсы лекций по начальной истории России, а также спецкурсы по религиозным древностям, этногенезу и начальной истории славян, руководит полевой археологической деятельностью студентов. В Высшей Гуманитарной школе им. Ш. Дубнова читает курсы лекций по истории России в древности и средневековье, введение в археологию, руководит полевой археологической деятельностью студентов. В Институте стран Азии и Африки МГУ читает спецкурс «Хазары и начальная история евреев в Восточной Европе».

## Награды
- 1996 — диплом Open Society Institute за победу в конкурсе «Новые книги по социальным и гуманитарным наукам для высшей школы»;
- 2010 — медаль Славянского фонда России за большой вклад в сохранение и развитие Кирилло-Мефодиевского наследия[1];
- 2015 — премия имени Д. С. Лихачёва за монографию «Русь в IX—X веках. От призвания варягов до выбора веры»[11].

## Основные публикации
Монографии, издания в соавторстве и научно-популярные издания
- Начало этнокультурной истории Руси IX—XI веков Архивная копия от 7 сентября 2021 на Wayback Machine / Рос. акад. наук, Ин-т славяноведения и балканистики. — Смоленск : Русич; М. : Гнозис, 1995. — 317 с.
- От Бытия к Исходу : отражение библейских сюжетов в славянской и еврейской народной культуре : сб. ст. / Центр «Сэфер». Академическая серия ; Отв. редактор В. Я. Петрухин. — М., 1998. — Вып. 2.
- Древняя Русь. — М. : Слово, 2000. — 48 с. — (Что есть что).
- Славяне : [учеб. пособие для доп. образования]. — М. : Росмэн, 2002. — 112 с.
- Истоки России : ист. рассказы / В. Петрухин, А. Торопцев. — М. : Росмэн, 2002. — 132 с.
- Хазарско-еврейские документы X века : пер. с англ. / Голб Норман, Прицак Омельян; науч. ред., послесл. и коммент. В. Я. Петрухина; Рос. акад. наук, Ин-т славяноведения. — Изд. 2-е, испр. и доп. — Иерусалим ; М. : Гешарим : Мосты культуры, 2003. — 239 с., [8] л. к., факс. — (Библиотека Российского еврейского конгресса). — Пер. изд. : Khazarian Hebrew documents of the tenth century / N. Golb a. O. Pritsak. — Ithaca ; London : Cornell Univ. Press, 1982. — Доп. тит. л. ориг. англ. — Библиогр. в тексте. — Алф. указ.: с. 226—227. — ISBN 5-932731-26-5 : 125
- Очерки истории народов России в древности и раннем средневековье: учеб. пособие для гуманит. фак. вузов / В. Я. Петрухин, Д. С. Раевский. — М.: Знак, 2004. — 415 с. — ISBN 5-7859-0057-2.
- Мифы финно-угров. — М.: Астрель : АСТ : Транзиткнига, 2005. — 463 с. — (Мифы народов мира). — ISBN 5-17-019005-0. — ISBN 5-271-06472-7. — ISBN 5-9578-1667-1.
- Великое переселение / [В. Я. Петрухин и др.]. — М. : Бук Хаус, 2005. — 179 с.
- Древняя Русь. IX в. — 1263 г. — М. : АСТ : Астрель, 2005. — 190 с.
- Мифы о сотворении мира. — М. : АСТ : Астрель : Люкс, 2005. — 464 с.
- Перед нашествием / [В. Я. Петрухин и др.]. — М. : Бук Хаус, 2005. — 179 с.
- Крещение Руси : от язычества к христианству. — М. : АСТ : Астрель, 2006. — 222 с.
- Древняя Русь. — М. : Дрофа-Плюс, 2008. — 95 с.
- Белова О. В., Петрухин В. Я. «Еврейский миф» в славянской культуре. — М. : Мосты культуры ; Иерусалим : Гешарим, 2008. — 576 с. — (Библиотека Евроазиатского Еврейского конгресса). — ISBN 978-5-93273-262-8.
- Фольклор и книжность : миф и исторические реалии / О. В. Белова, В. Я. Петрухин ; Рос. акад. наук, Ин-т славяноведения. — М. : Наука, 2008. — 262 с.
- Загробный мир : мифы разных народов. — Екатеринбург : У-Фактория, 2010. — 414 с. ; То же. — М. : АСТ : Астрель, 2010. — 414 с.
- История еврейского народа в России. — М. ; Иерусалим, 2010. (соавтор).
- Мифы древней Скандинавии. — М. : АСТ : Астрель, 2011. — 463 с.
- «Русь и вси языци» : Аспекты исторических взаимосвязей : Историко-археологические очерки. — М. : Языки славянских культур, 2011. — 384 с. Архивная копия от 4 декабря 2021 на Wayback Machine
- Калинина Т. М., Петрухин В. Я., Флёров В. С. Хазария в кросскультурном пространстве. Историческая география, крепостная архитектура, выбор веры. — М.: ЯСК; Рукописные памятники Древней Руси, 2014. — 208 с. Архивировано 4 декабря 2021 года.
- Русь в IX—X веках. От призвания варягов до выбора веры / Рос. акад. наук, Ин-т славяноведения. — М. : Форум : Неолит, 2013. — 464 с.
  - Русь в IX—X веках. От призвания варягов до выбора веры. — 2-е изд., испр. и доп.. — М.: Форум : Неолит, 2014. — 464 с.
  - Русь в IX—X веках: От призвания варягов до выбора веры. — 3-е издание, исправленное и дополненное. — М.: Форум; Неолит, 2017. — 464 с.
- Древняя Русь в средневековом мире. Энциклопедия / Под ред. Е. А. Мельниковой, В. Я. Петрухина. — 2-е изд. — М. : Ладомир, 2017.
- Русь христианская и языческая : Историко-археологические очерки. — СПб.: Изд-во Олега Абышко, 2019.
- Петрухин В. Я., Альбедиль М. А., Петрова Н. С. Мифы народов мира. — Абрис-ОЛМА, 2019. — 256 с.
- Карело-финские мифы. От «Калевалы» и птицы-демиурга до чуди и саамов / рецензенты: д. филол. наук О. В. Белова, д. филол. наук, проф. А. Б. Мороз. — М.: Манн, Иванов и Фербер, 2023. — 240 с. — (Мифы от и до). — ISBN 978-5-00195-996-0.

Некоторые статьи
- Мельникова Е. А., Петрухин В. Я. «Легенда о призвании варягов» в сравнительно-историческом аспекте // XI Всесоюзная конференция по изучению истории, экономики, литературы и языка Скандинавских стран и Финляндии / редкол.: Ю. В. Андреев и др. — М., 1989. — Вып. 1. — С. 108—110.
- Древо жизни: Библейский образ и славянский фольклор // Живая старина. — 1997. — № 1. — С. 8-9.
- Дунайская предыстория славян и начальная Русь // Истоки русской культуры : Археология и лингвистика. — М., 1997. — С. 139—144.
- «От тех варяг прозвася…» // Родина. — 1997. — № 10. — С. 12-16.
- Походы Руси на Царьград: К проблеме достоверности летописи // Восточная Европа в древности и средневековье: Материалы конф. … — М., 1997. — С. 65-70.
- Мельникова Е. А., Петрухин В. Я. Русь и чудь: К проблеме этнокультурных контактов Восточной Европы и Балтийского региона в 1 -м тыс. н. э. // Балтославянские исследования, 1988—1996. — М., 1997. — С. 40-51.
- Большие курганы Руси и Северной Европы: К проблеме этнокультурных связей в раннесредневековый период // Историческая археология: традиции и перспективы. — М., 1998. — С. 361—369.
- К дохристианским истокам древнерусского княжеского культа // ΠΟΛΥΤΡΟΠΟΝ: К 70-летию В. Н. Топорова. — М., 1998. — С. 882—892.
- К ранней истории русского летописания : о предисловии к Начальному своду // Агапкина Т. А. (ред.). Слово и культура. Памяти Н. И. Толстого. — Т. 2. — М., 1998. — С. 354—363.
- Выбор веры : Летописный сюжет и исторические реалии // Древнерусская культура в мировом контексте: археология и междисциплинарные исследования: Материалы конф. … — М., 1999. — С. 73-85.
- Древняя Русь : Народ. Князья. Религия // Из истории русской культуры. — М.: Яз. рус. культуры, 2000. — Т. I : (Древняя Русь). — С. 13—410. — (Язык. Семиотика. Культура).
- «Боги и бесы» русского средневековья: род, рожаницы и проблема древнерусского двоеверия // Славянский и балканский фольклор. Народная демонология / Отв. ред. С. М. Толстая. — М., 2000. — С. 314—343.
- «Русский каганат», скандинавы и Южная Русь : средневековая традиция и стереотипы современной историографии Архивная копия от 11 декабря 2013 на Wayback Machine // Древнейшие государства Восточной Европы. 1999 г. Восточная и Северная Европа в средневековье / Отв. ред. Г. В. Глазырина ; Отв. секретарь С. Л. Никольский; [Отв. ред. сер. Е. А. Мельникова]. — М. : Вост. лит., 2001 — С. 127—142. (Памяти Т. С. Нунена).
- Как начиналась Начальная летопись? // Труды Отдела древнерусской литературы Пушкинского Дома. — Т. 57. — СПб., 2006. — С. 33—41.
- Легенда о призвании варягов и балтийский регион Архивная копия от 4 марта 2016 на Wayback Machine // Древняя Русь. Вопросы медиевистики. — 2008. — № 2 (32). — С. 41—46.
- Древнейший свод и «начало земли Русской». Шахматовская реконструкция и «историческая школа» Архивная копия от 18 января 2021 на Wayback Machine // Древняя Русь. Вопросы медиевистики. Материалы международной конференции «Повесть временных лет и начальное летописание» (к 100-летию книги А. А. Шахматова «Разыскания о древнейших русских летописных сводах»), Москва, 22—25 октября 2008 г. — 2008. — № 3. — С. 50—51.
- Early Slavs and Rus’ in the Balkans (6—10th Centuries): First Contacts with the World of Civilization (Summary of article) on website of Association Internationale d’Etudes du Sud-Est Europeen.
- К дискуссии о Збручском идоле : антропоцентризм славянского язычества или парковая скульптура XIX века? // Антропоцентризм в языке и культуре. — М. : Индрик, 2017. — С. 185—196.